# Eek! The Cat
Eek! The Cat foi um desenho animado da década de 1990 criada por Savage Steve Holland e Bill Kopp e produzido pela Fox Kids dos Estados Unidos em conjunto com a Nelvana Limited e Savage Studios Ltd. do Canada, originalmente para exibição na rede de televisão norte-americana voltada ao público infantil Fox Kids. No Brasil, foi exibido entre 1994 e 2004 pela TV Globo, dentro dos programas TV Colosso, Angel Mix e TV Globinho. Foi também exibido nos canais pagos Fox e Fox Kids.
Uma das características da série é trazer outro desenho animado independente chamado The Terribles Thunderlizards, em que dois homens das cavernas são caçados por seres mais evoluídos tecnologicamente. A série foi cancelada, mas voltou após alguns anos com o nome Eek Stravaganza, para mais duas temporadas.
A propriedade da série passou para a Disney em 2001, quando a Disney adquiriu a Fox Kids Worldwide. Mas a série não está disponível no Disney+.

## Sinopse
O desenho conta a história de um gato, de sua familia e dos humanos que são os seus donos. O gato passa por diversas aventuras envolvendo sua familia e amigos que o acompanham. Embora seja um gato bom e sempre queira ajudar o próximo, ele acaba dando mancadas e sendo mal tratado por aqueles a quem tenta ajudar, em especial Sharky, o cão tubarão, que é o bicho de estimação da familia vizinha. Eek nutre um amor pela rejeitada gata Ana Bella, a única que suporta suas trapalhadas. O gato, em alguns episódios, já se deu bem e até ajudou a salvar pessoas em perigo.

## Personagens
- Eek! The Cat: O protagonista do desenho, um gato roxo que adora ajudar os outros, mas sempre acaba atrapalhando, o que leva muitos a interpretarem mal a sua atitude.
- Ana Bella: Uma gata rosa, namorada de Eek, muito acima do peso e um estomago sem fundo, um tanto atrapalhada, os gatos não a queriam por ser gorda demais, porém com isso ela arrumou alguem que a queira, neste caso Eek.
- Sharky, o cão tubarão: Um cão de temperamento explosivo e raivoso, não gosta de receber visitas e odeia gatos, mas no caso de Eek, com o tempo acaba tendo uma certa amizade por ele, mas sem mudar o seu temperamento.
- Elmo: Um antilope muito desajeitado e melhor amigo de Eek, é um grande companheiro nas aventuras do gato.

## Paródias
- Umas das coisas interessantes no desenho é em alguns episódios em que ele fazia paródias de filmes famosos como por exemplo: Tubarão, O Exterminador do Futuro e Apocalypse Now[4].

## Episódios
- Ver o anexo: Lista de episódios de Eek! The Cat

## Vozes
- Bill Kopp: Eek! The Cat, Jib, Vozes adicionais
- Savage Steve Holland: Elmo The Elk, Vozes adicionais
- Elizabeth Daily: Wendy Elizabeth (1992-1995), Kozy (II, em Cape Fur até o final do show), Vozes adicionais
- Charles Adler: Avó (1992, 1995), Vozes adicionais
- Cam Clarke: Puffy, Wuz Wuz, Piggy, o Pinguim, Vozes adicionais
- Elinor Donahue: Mãe (1992-1995, 1997), Vozes adicionais
- Dan Castellaneta: Mittens (1992-1994), Hank, Vozes adicionais (1992-1995)
- Kitaen Tawny: Annabelle (I, 1992-1995)
- Jaid Barrymore: Kozy (eu, o episódio 2 e 3), Vozes adicionais (1992-1995)
- Brad Garrett: Vozes adicionais
- Gary Owens: Locutor, Vozes adicionais
- Karen Haber .... Annabelle (II, preenchido para Tawny em 1994-1995, e permanentemente em 1997)
- John Kassir: Mittens (1994-1997), Vozes adicionais